# 특정 재래식무기 금지협약
| 서명 및 비준함 요청에 응함 | 수락함 서명만 함 |

특정 재래식 무기에 관한 협약 참여국
서명 및 비준함
요청에 응함
수락함
서명만 함

특정 재래식무기 금지협약(Convention on Certain Conventional Weapons, CCW 또는 CCWC)은 1980년 10월 10일 제네바에서 체결되어 1983년 12월 발효된 협약으로, 지나치게 유해하다고 간주되거나 효과가 있는 특정 재래식 무기의 사용을 금지하거나 제한하려고 한다. 무차별적이다. 전체 제목은 과도한 상해나 무차별한 영향을 초래하는 특정 재래식무기의 사용 금지 또는 제한에 관한 협약(Convention on Prohibitions or Restrictions on the Use of Certain Conventional Weapons Which May Be Deemed to Be Excessively Injurious or to Have Indiscriminate Effects)이다. 이 협약은 지뢰, 부비 트랩, 소이 장치, 실명 레이저 무기 및 전쟁 잔존 폭발물의 제거를 다루고 있다.